# Діогу Пінту (футболіст, 2004)
Діо́гу де Ка́рвалью Пі́нту (порт. Diogo de Carvalho Pinto; нар. 18 червня 2004) — португальський футболіст, воротар клубу «Ештрела».

## Клубна кар'єра

### «Спортінг»
Вихованець команд «Фелгейраш 1932» і «Пасуш-де-Феррейра», звідки 2017 року перейшов до академії лісабонського «Спортінга». 8 жовтня 2020 року підписав з клубом свій перший професіональний контракт. 2 вересня 2022 року дебютував за резервну команду в матчі Терсейра-ліги проти «Алверки». 18 березня 2023 року продовжив контракт зі «Спортінгом» до 2026 року.
11 травня 2024 року дебютував в основному складі «Спортінга» в матчі Прімейра-ліги проти «Ештуріла». 26 травня 2024 року грав у фіналі Кубка Португалії проти «Порту», в якому його комана поступилася у додатковий час (1-2).

### «Ештрела»
24 червня 2025 року перейшов в «Ештрелу», підписавши трирічний контракт.

## Кар'єра в збірній
Виступав за збірні Португалії до 15, до 16, до 18, до 19 і до 20 років. У червні 2023 року потрапив у заявку збірної до 19 років на юнацький чемпіонат Європи, що проходив на Мальті. На турнірі провів один матч, а його команда дійшла до фіналу, де мінімально поступилась італійцям (0-1).
В березні 2024 року вперше викликаний в збірну до 21 року для участі в поєдинках кваліфікації до чемпіонату Європи проти збірних Фарерських островів та Хорватії. 24 березня 2025 року в товариському матчі з Англією дебютував за молодіжну збірну Португалії, замінивши Жуана Карвалью. 
В червні 2025 року потрапив в заявку збірної до 21 року на молодіжний чемпіонат Європи в Словаччині. На турнірі був запасним і на поле не виходив, а його команда дійшла до чвертьфіналу, де програла збірній Нідерландів.

## Статистика виступів
Станом на 7 лютого 2025
| Клуб              | Сезон             | Чемпіонат         | Чемпіонат | Чемпіонат | Кубок | Кубок | Кубок ліги | Кубок ліги | Єврокубки | Єврокубки | Інші  | Інші | Всього | Всього |
| Клуб              | Сезон             | Дивізіон          | Матчі     | Голи      | Матчі | Голи  | Матчі      | Голи       | Матчі     | Голи      | Матчі | Голи | Матчі  | Голи   |
| ----------------- | ----------------- | ----------------- | --------- | --------- | ----- | ----- | ---------- | ---------- | --------- | --------- | ----- | ---- | ------ | ------ |
| Спортінг Б        | 2022–23           | Терсейра-ліга     | 4         | –3        | —     | —     | —          | —          | —         | —         | —     | —    | 4      | –3     |
| Спортінг Б        | 2023–24           | Терсейра-ліга     | 8         | –10       | —     | —     | —          | —          | —         | —         | —     | —    | 8      | –10    |
| Спортінг Б        | 2024–25           | Терсейра-ліга     | 5         | –8        | —     | —     | —          | —          | —         | —         | —     | —    | 5      | –8     |
| Спортінг Б        | Всього            | Всього            | 17        | –31       | —     | —     | —          | —          | —         | —         | —     | —    | 17     | –31    |
| Спортінг          | 2023–24           | Прімейра-ліга     | 2         | 0         | 1     | –2    | 0          | 0          | 0         | 0         | 0     | 0    | 3      | –2     |
| Спортінг          | 2024–25           | Прімейра-ліга     | 0         | 0         | 0     | 0     | 0          | 0          | 0         | 0         | 0     | 0    | 0      | 0      |
| Спортінг          | Всього            | Всього            | 2         | 0         | 1     | –2    | 0          | 0          | 0         | 0         | 0     | 0    | 3      | –2     |
| Ештрела           | 2025–26           | Прімейра-ліга     | 0         | 0         | 0     | 0     | 0          | 0          | —         | —         | —     | —    | 0      | 0      |
| Всього за кар'єру | Всього за кар'єру | Всього за кар'єру | 19        | –31       | 1     | –2    | 0          | 0          | 0         | 0         | 0     | 0    | 20     | –33    |

## Досягнення
«Спортінг»
- Чемпіон Португалії: 2023–24[18]